# Pravěká Francie
Pravěká Francie (nebo též Prehistorická Francie) je období francouzských dějin, které začíná pronikáním prvních lidských druhů na území Francie (zřejmě již před 1 800 000 lety) a končí rozkvětem keltské civilizace mezi lety 800-400 př. n. l.
Naše znalosti prehistorického období (období před vznikem písemných pramenů) jsou značně mlhavé, jelikož při jeho studiu se můžeme opírat pouze o archeologické prameny, jichž je navíc v nejstarších dobách jen poskrovnu. Ačkoliv ve východním Středomoří končí prehistorické období zhruba před 3000-2000 lety př. n. l., první písemné památky vztahující se k území Francie pocházejí až ze starověkého Říma (1. století př. n. l.). Nicméně z archeologických nálezů vyplývá, že Francie byla osídlena již velmi záhy. První skutečná civilizace se však na území Francie objevuje až s kulturou keltskou (700-50 př. n. l.).

## Doba kamenná

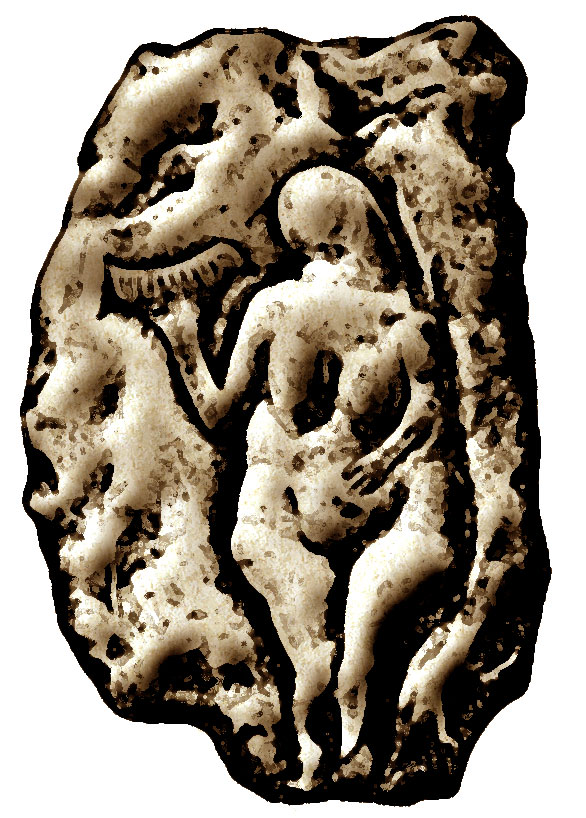
Lausselská Venuše. Nález z jeskyně u Lausselu (Dordogne) pocházející z doby před 20 000 lety.

### Nejstarší osídlení
Doposud nejstarší archeologické nálezy, které byly učiněny ve francouzském Chilhacu a které pocházejí nejspíše z doby před 1,8 milióny let, naznačují, že Francie byla osídlena již příslušníky homo erecta (kultura oldovan), kteří do Evropy přišli z Afriky. Těmito nálezy jsou nejrůznější pravděpodobně lidmi opracované nástroje (pěstní klíny a hrubé úštěpy), víme také, že homo erectus již dovedl používat oheň. Mezi archeologickou veřejností je však Chilhacká lokalita zpochybňována.
Bezpečně nejstarší lidé území Francie osidlovali pravděpodobně v době ledové, zhruba před 800 000 lety. Šlo o příslušníky nejstarší formy druhu homo sapiens a také jeho varianty — Neandrtálce (Homo sapiens neanderthalensis). K typickým nálezům tohoto období patří kamenné úštěpy a stále ještě pěstní klíny. Tyto společnosti byly převážně lovecké, na území Francie lovily především mamuty a v Alpách medvědy, stravu si doplňovaly sběrem nejrůznějších plodů a kořínků. Lidé žili v loveckých tlupách v primitivních chatách nebo jeskyních. Pravděpodobně se mezi nimi objevoval jakýsi „medvědí kult“, k tomuto závěru nás vedou časté nálezy lebek jeskynních medvědů zakrytých velkými kamennými deskami. Kromě toho se v tomto období objevují první rituální pohřby, kdy jsou do hrobů se zemřelými ukládány i milodary. Neandrtálci začali osidlovat území střední Evropy zhruba před 200 000 lety, zdá se však, že asi před 30 000 lety vymřeli. Důvody nejsou dosud jasné, mohlo jít o následek hromadné epidemie, přírodní katastrofy nebo splynutí s vývojově pokročilejšími populacemi homo sapiens sapiens.

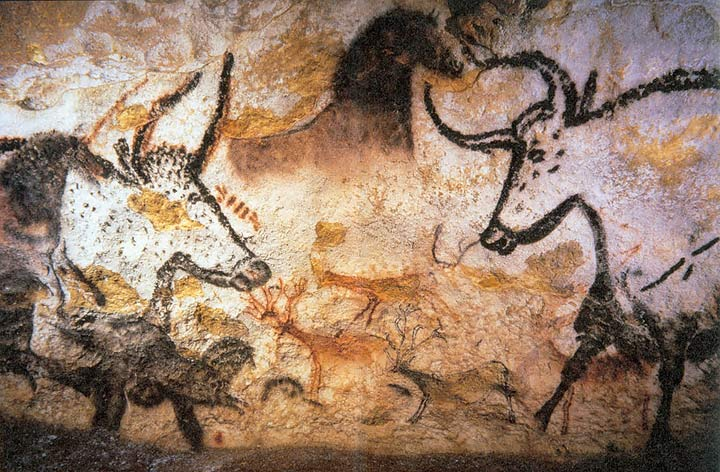
Nástěnné malby z jeskyně v Lascaux pocházející z doby kolem roku 15 000 př. n. l.

Právě tento nový poddruh homo sapiens, biologicky již zcela shodný s dnešními lidmi, se v Evropě (nebo v jihozápadní Asii) vyvinul před 40 000 lety a jeho nejznámější pozůstatky byly objeveny v jihozápadní Francii, v jeskyních Cro Magnon. Tito lidé vytvářeli již značně pokročilé nástroje, mezi výrobními postupy vynikla zejména čepelová technika, s jejíž pomocí byla vytvářena velmi dlouhá, úzká ostří. Lidé žili v pevných skupinách a hovořili plně artikulovanou řečí. Základem jejich hospodářství byl specializovaný lov velkých zvířat. O důležitosti lovu svědčí také monumentální jeskynní malby (ve Francii proslula zejména jeskyně v Lascaux). Na těchto malbách pravěcí lovci znázorňovali především zvířata, která mohli spatřit v okolní krajině a jež lovili. Ačkoliv jsou tyto malby nepochybným důkazem o estetickém cítění tehdejších lidí a mají podnes vysokou uměleckou hodnotu, jejich skutečný význam pro pravěkého člověka není ještě zcela objasněn. Díky nálezu šamana s nohama zubra, postavou člověka s parohy na hlavě dáváme tyto výjevy co nejvíce do souvislosti s náboženskými představami a malby spojujeme s obřady, které měly lovcům zajistit úspěšný lov.

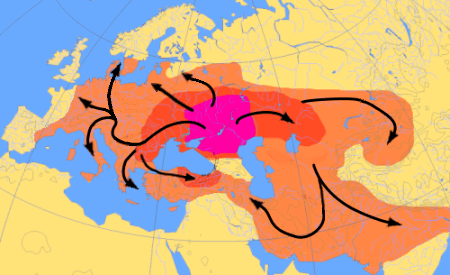
Schéma migrace indoevropských kmenů (6000-4500 př. n. l.) podle tzv. severo-pontské teorie

### Neolitická revoluce a přechod k zemědělství
Zhruba kolem roku 10 000 př. n. l. došlo k oteplení a s ním ke konci doby ledové, což způsobilo ústup a zánik velké evropské tundry, jejíž místo zabraly hluboké lesy a lesostepi. Zvířata typická pro tundru tak vystřídaly nové druhy, které se už nestěhovaly v závislosti na velkých rozdílech mezi létem a zimou a neustálým nedostatkem potravy. Lovci, kteří se dříve museli za těmito přesunujícími se stády také ustavičně stěhovat, se nyní začali pohybovat v prostorově omezených revírech. S tím souviselo také zmenšování loveckých skupin, jelikož lov lesní zvěře nevyžadoval rozsáhlou skupinovou spolupráci.
Tyto skutečnosti spolu s dalšími faktory způsobily přechod od kočovného způsobu života k usedlejšímu způsobu života, tedy k vytváření primitivních zemědělských společností, které žily z obdělávání půdy a pastvy. Tento proces, označovaný jako neolitická revoluce, započal jako první v oblasti Předního východu, v Evropě se objevuje až později. Mezi archeology se různí názory na to, zda se v Evropě zemědělství vyvinulo nezávisle nebo zda sem bylo zanesenou migrací indoevropských kmenů z Asie. Nejuznávanější bývá výklad kombinující obě teorie, totiž, že zemědělství se v Evropě objevilo víceméně nezávisle, nicméně plný přechod k němu byl uspíšen styky s předovýchodními oblastmi. Jedním z nepochybných důsledků zemědělství bylo totiž výrazné zvýšení počtu obyvatel, které se řešilo kolonizací okolních oblastí. Indoevropské kmeny z oblastí s relativně vyspělým zemědělstvím se tak dostávaly do Evropy (jíž do té doby obývaly jen kmeny předindoevropské), je však pravděpodobné, že společnosti, na než tu narazily, byly již na počátku vzniku zemědělství.
Ať už byl podíl indoevropských kmenů jakýkoliv, na vzniku zemědělství se podílely především změny podnebí po ústupu ledovce. V dříve zaledněných horských údolích se objevily nové plodiny, zejména obiloviny, jejichž zrna byla výživná a velmi trvanlivá. Nejspíše kombinací náhody a vynalézavosti došlo k objevu možnosti rozmnožení a výsevu těchto obilovin. Začala tak vznikat první malá obilná políčka, kvůli jejichž ochraně lidé budovali první pevné příbytky. S domestikací plodin přichází domestikace zvířat, tvorba keramiky, zemědělských nástrojů a především specializace práce — vedle rolníků se objevují řemeslníci a taktéž obchodníci.

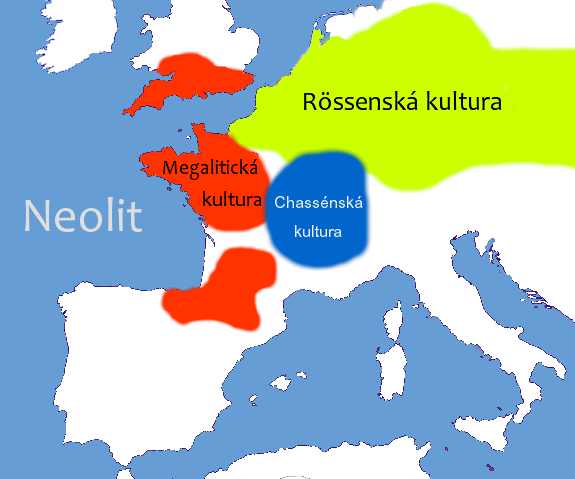
Kultury objevující se na území Francie v období 4500-2500 př. n. l.

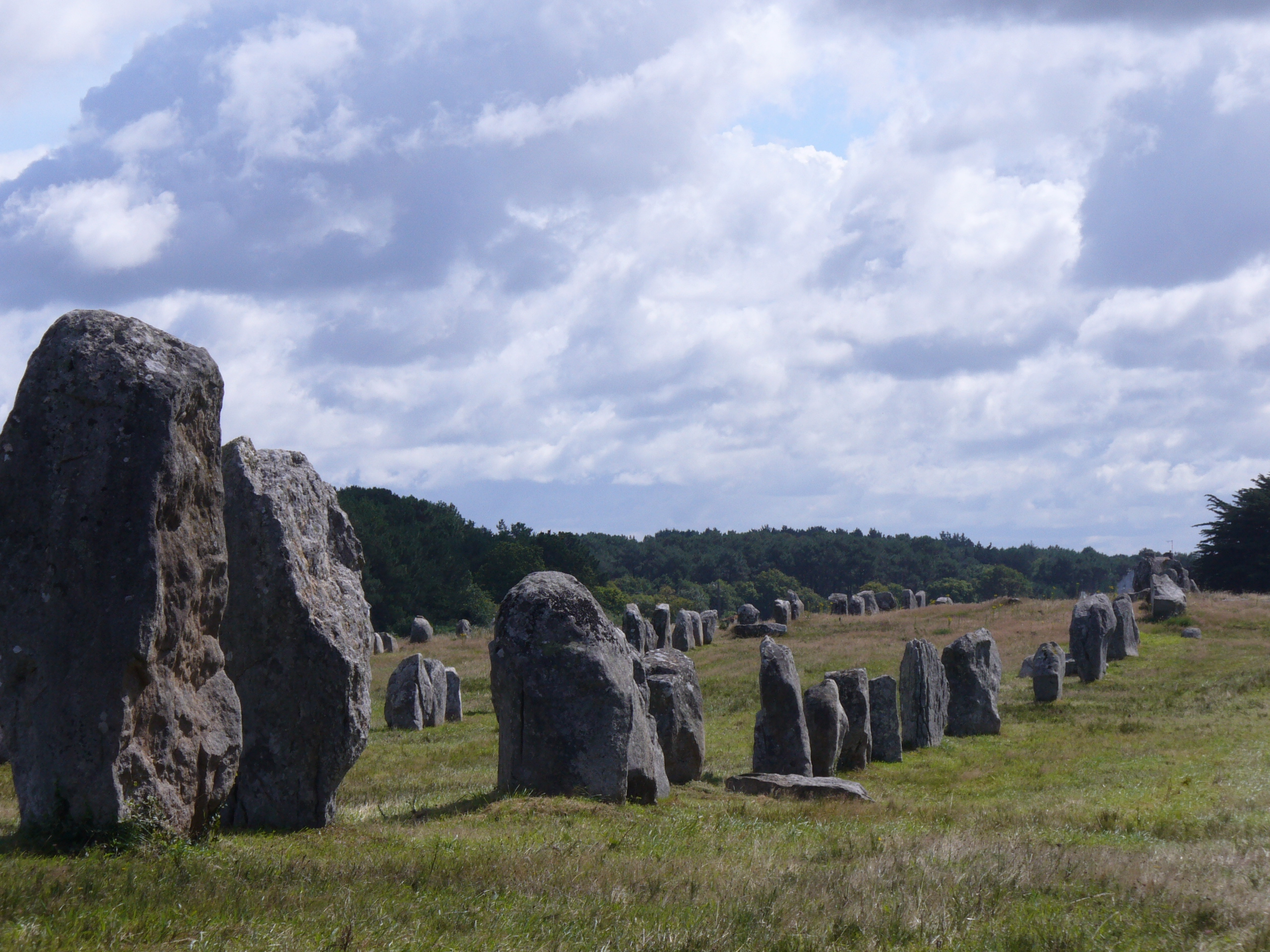
Menhiry v Carnacu.

#### Neolitické a eneolitické kultury na území Francie
Jako první k zemědělství přejdou oblasti ležící při Středozemním moři, později i zbytek Francie. Zatímco kolem roku 6000 př. n. l. byla půda obdělávána pouze v okolí Provence, mezi lety 3800-2700 př. n. l. se zemědělský způsob života rozšířil po celé Francii.
Ačkoliv neolitická osídlení sdílejí stejné základní charakteristiky, objevovaly se mezi nimi místní odlišnosti. Na základě archeologických pramenů, jichž však není dostatek, abychom od sebe oddělili jednotlivé kmeny, rozpoznáváme na území Francie rozšíření specifických kultur. Naleziště ve Francii obsahují nálezy, které příslušejí kultuře s lineární keramikou (5500-4500 př. n. l.) typické spíš pro střední Evropu, Rössenské kultuře (4500-4000 př. n. l.) a Chasséenské kultuře (4500-2500 př. n. l.) v údolí Saôny a Rhôny. Asi nejznámější je bretonská megalitická kultura (pozdní neolit 4000-2500 př. n. l.), která se vyznačuje tvorbou dolmenů, menhirů a kamenných řad. (Dříve byly tyto megalitické stavby nesprávně připisovány druidům či Římamům.
)
Neolitická revoluce neznamenala úplný konec lovců a sběračů. Lidé na území Francie si nadále zpestřovali jídelníček zvěřinou, stejně jako bobulemi, houbami, oříšky či jinou lesní potravou. Přestože metody obdělávání půdy se změnily, výrazně zemědělský charakter Francii zůstal až do 20. století a dodnes je výraznou složkou francouzské ekonomiky.

## Doba měděná a bronzová
Stejný nárůst počtu obyvatel, vyvolaný zvýšením množství potravy, jaký se projevil na Předním Východě a který způsobil kolonizaci Evropy předovýchodními obyvateli, se dostavil také v Evropě. Nově příchozí ze střední Asie do Evropy zanesli nové technologie: Beakerská kultura vzkvétající kolem roku 2000 př. n. l. byla průkopnická v použití mědi, užívané k ozdobě a k výrobě některých zbraní. Právě v období, kdy se lidé naučili zpracovávat kovy (3500 př. n. l.), končí neolit a s ním celá doba kamenná. Od té doby hovoříme o době měděné (eneolit), která později přechází v dobu bronzovou.

### Příchod Keltů

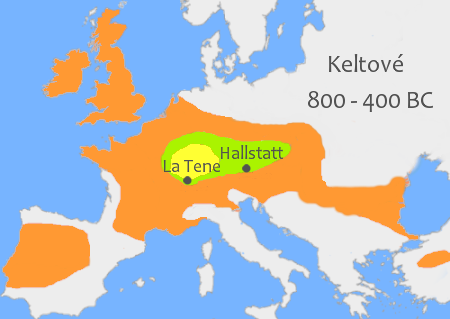
Rozšíření keltských kmenů v období 800-400 př. n. l.

Koncem doby bronzové pronikla do východní Francie (údolí Rhôny) takzvaná „keltská“ civilizace. Označení Keltové, které pocházelo od Řeků, si Římané pozměnili a keltským kmenům říkali Galové. Ve skutečnosti se jednalo o několik „národů“ , které mluvily různými keltskými jazyky.
Tyto skupiny žily i před římskou okupací na poměrně vysoké úrovni, na území Galie fungovalo několik významných měst. Značně rozvinutý byl obchod včetně dálkového, obecně rozšířena byla peněžní směna. Galové vyznávali vlastní polyteistické náboženství, ve společnosti patřilo významné postavení druidům - kněžím. Středomořské pobřeží bylo už od 7. století př. n. l. osídleno Řeky, od nichž tamní Galové převzali písmo.